# Serra de la Caseta (Gallifa)

La Serra de la Caseta, respecte del terme de Granera

La Serra de la Caseta és un serrat a cavall dels termes municipals de Granera, a la comarca del Moianès, i de Gallifa, pertanyent al Vallès Occidental.
Està situat a la zona meridional-oriental del terme de Granera, al termenal amb Gallifa. La major part de la serra és en terme de Gallifa, del nord-est al nord-oest de la masia, ara en ruïnes, de la Caseta dels Plans. L'extrem sud-oriental de la serra és el Turó de la Baga, lloc des d'on s'estén cap al nord-oest, fins a arribar a la carena de ponent del Serrat de les Pedres, on té el seu extrem al Coll de Bardissars, a ponent dels Quatre Camins. En aquest lloc enllaça amb la Serra dels Tudons i amb la Carena de Coll d'Ases.

## Etimologia
El nom ve de l'esmentada Caseta dels Plans, situada en el seu extrem sud-oriental.